# Mildwater Peak
Der Mildwater Peak ist ein dreiseitiger, felsiger Berggipfel im Südosten der Adelaide-Insel westlich der Antarktischen Halbinsel. Er ragt vor dem Südostgrat des Trident Peak auf.
Das UK Antarctic Place-Names Committee benannte ihn 2011. Namensgeber ist Adrian Mildwater, Chef-Pilot des British Antarctic Survey von 1999 bis 2004. 